# 이철득
이철득(李鐵得, 1780년 ~ ?)은 조선 후기의 왕족이자 국사범으로 조선 장조의 서자인 은언군 이인의 서자였다. 상계군 이담의 이복 동생이고 , 풍계군 이당의 이복 형이고, 초명이 이쾌득이었던 전계대원군 이광의 친형 또는 이복 형이다. 순조의 서 사촌형이다. 생전 그는 왕족이 아닌 평민 신분이었다.
상계군 담이 홍국영에 의해 원빈 홍씨의 양자가 된 일로 역적으로 몰려 가족과 함께 강화도로 유배되고, 1801년 상산군부인 송마리아와 평산군부인 신마리아가 천주교에 귀의한 일로 사형당하자 아버지 은언군 이인과 함께 새벽에 도주하려다가 체포되었다. 1812년(순조 12) 당시 나이 30대였으나 미혼이었으며, 1813년 이후의 행적은 미상이다. 1817년(순조 17) 3월 채수영 등이 전라도 전주에서 군사를 일으켜 그를 추대하려다가 사전 적발되어 실패하였다. 자녀가 없었고 철종 즉위 후에도 조명받지 못하고 증직과 증작도 내려지지 않았다. 시호에 대한 기록은 없다.
한때 그의 이름이 이복형제인 상계군 담 또는 풍계군 당의 어릴 적 이름으로 추정되었으나 출생년대가 다르다. 전산군부인 이씨의 일찍 죽은 첫 아들이자 첫 이름이 이쾌득이었던 전계대원군의 친형과 동일인물인지, 혹은 은언군 이인의 또다른 첩이 낳은 자녀로 이성득의 동복 동생인지 여부는 불확실하다. 본관은 전주이고, 자(字)와 호는 미상이다.

## 생애
1780년(정조 4) 사도세자의 서자인 은언군 이인의 서자로 태어났으나, 정확한 생년월일은 미상이다. 그의 존재는 오랫동안 잊혀졌다가 1970년대 이후 대한민국 정부 주도로 조선왕조실록, 승정원일기, 비변사등록, 일성록 등을 국역하는 과정에서 알려지게 되었다. 상계군 이담, 이창순, 이창덕의 이복 동생이며 풍계군 이당의 이복 형이었다. 그의 생모가 성득의 생모와 동일인인지 전산군부인 이씨인지 여부는 불분명하다. 정조에게는 서조카가 된다 그는 한성부에서 태어났지만 홍국영이 상계군을 정조의 양자로 만든 뒤 세자로 추대하려 했으나 당시 정조는 20대의 나이로 충분히 다른 여성을 임신시킬 수 있었다.
홍국영이 상계군을 세자로 추대하려 한 일로 아버지 은언군도 삭탈당하고 역적으로 몰리면서, 가족을 따라 강화도로 가서 성장하였다.
그는 은언군의 아들이었으나 왕족으로 예우받지 못했다. 그에 관련된 기록은 대부분 철종, 고종 때 삭제되어서 알 수 없다. 한때 그의 이름이 상계군 이담의 어릴 적 아명으로 추정되었으나 상계군은 1786년 의문의 독살은 당했고, 그의 이름은 1801년(순조 1) 이후의 조선왕조실록 승정원일기 비변사등록 기사에 등장한다. 비변사등록의 1812년 2월 강화부로 파견된 금부도사 심노숭(沈魯崇)이 조정에 보고한 보고서에 의하연 그는 당시 만32세였으며, 당시 미혼이었다 한다. 한때 그는 풍계군과도 동일인물로도 추정되었으나 풍계군은 선원록 선원보략에 의하면 1783년생이라 한다.
1801년(순조 1) 3월 적모 상산군부인 송씨와 적형수 평산군부인 신씨가 천주교에 귀의한 일로 사사당한 뒤 천극죄인 신분이 되어 집에 가시울타리가 쳐졌다. 그해 5월 27일 새벽 3~4시 경 이철득은 아버지 은언군 이인과 함께 가시덤불을 뚫고 강화도에서 탈출하려다가 강화와 김포의 경계에서 병졸에게 적발, 체포되고, 강화 유수 황승원(黃昇源)의 탄핵을 받았다. 아버지 은언군 이인도 5월 29일 사사령을 받고 6월 30일 사사되었다. 그는 천극죄인의 신분이 되어 형제인 이성득, 이당, 이광 등과 함께 강화도의 한 민가에 감금되었다. 그는 다른 형제들 성득, 이당, 쾌득(해동) 등과 같이 유배지에서 지속적으로 감시를 받았다.
1805년 8월 27일 강화도에 이철득, 이성득, 이쾌득이 감금당한 집에 불이 나 강화부유수 오재소(吳載紹)가 조정에 장계를 올려 보고하였다. 1812년(순조 12) 2월 24일 강원도관찰사 이호민(李好敏)의 비밀 계획에 의해 강화도로 파견된 금부도사의 보고서에 의하면 당시 그는 얼굴이 철색이고 구레나룻이 짧고 다소 비대하였다 한다.
1817년 홍경래의 난에 가담했다가 살아남은 채수영 등이 김조순 등 세도가를 비난하고 무사를 모아 거병하려다가 체포되고 사형당했다. 이때 그는 추대대상이었으나 죽음을 모면하였다.
1817년(순조 17) 11월 30일 형 이성득이 형문을 받다가 고문치사하면서 순조는 은언군의 자녀들을 석방하려했다. 순조는 특별 명령을 내려 이철득과 이쾌득을 임시로 풀어주었다. 이후의 행적은 미상이다.
전산군부인 이씨의 묘비문에 의하면 전산군부인 이씨가 낳은 첫 아들은 요절하였다 하며, 그가 이성득의 동복 친동생인지 혹은 전계대원군의 동복 친형인지 여부는 불분명하다. 1817년 무렵까지는 생존해 있었는데 덩시까지도 그는 미혼이었다. 1817년 이후로 기록이 등장하지 않는다. 사망 장소와 사망 원인은 미상이며 묘소의 위치도 미상이다.
자녀를 남기지 못했고 일찍 사망하여 철종 즉위 후에도 조명받지 못했다.

### 사후
가까운 왕족이 사망했을 때 하사되는 예장 등에 대한 기록은 나타나지 않고 있다. 묘소의 위치는 미상이다.
철종 즉위 후 은언군 가족 및 관련자들, 상계군 내외 등이 복작되거나 복권되고, 전산군부인 이씨, 이원경, 이욱 등 작위 미수여자에게 작위가 추서되었지만 그는 증직과 증작을 받지 못하고 잊혀졌다.

## 가족 관계
- 조부 : 사도세자(1735년 2월 13일 ~ 1762년 7월 12일)
  - 이복 큰아버지 : 정조

```
   사촌 동생 : 문효세자
```

- -     - 사촌 동생 : 순조

```
   사촌 동생 : 숙선옹주
```

- 아버지 : 은언군(恩彦君, 1754년 5월 29일 ~ 1801년 6월 30일)
- 적모 : 상산군부인 송씨(常山郡夫人 宋氏[5], 1753년 - 1801년), 진천인(鎭川人) 송낙휴(宋樂休)의 딸.
  - 이복 형 : 상계군 담(常溪君 湛, 1769년 ~ 1786년 11월 20일)
  - 이복 형 : 이창순(李昌順)
  - 이복 형 : 이창덕(李昌德)
  - 이복 동생 : 풍계군 당(豐溪君 瑭, 1783년 2월 1일 - 1826년 5월 8일), 이복 숙부 은전군 이찬(恩全君 李禶, 1759년 - 1778년)의 양자로 출계.
  - 이복 누나 : 참봉(參奉) 한각신(韓覺新)에게 출가.
- 서모 또는 생모 : 전산군부인 이씨(全山郡夫人 李氏[6], 1764년 - 1819년 6월 4일), 은언군의 첩, 전주인(全州人) 이덕희(李德喜)의 딸.
  - 동생 또는 이복 동생 : 전계대원군 광(全溪大院君 㼅, 자는 창강(昌康), 본명은 해동(海東), 1785년 4월 29일(음력 3월 21일) ~ 1841년 12월 14일(음력 11월 2일))
    - 조카 : 철종
- 생모 또는 서모 : 이름 미상(? - 1821년 12월 16일[7]), 은언군의 첩
  - 형 또는 이복 형 : 이성득(李成得, 1775년 ~ 1817년 11월 27일)

## 같이 보기
| - 이성득 - 은언군 - 상산군부인 송씨 - 전산군부인 이씨 - 전계대원군 - 풍계군 - 조선 순조 - 상계군 | - 채수영의 난 - 사도세자 - 평산군부인 신씨 - 조선 철종 - 은신군 - 은전군 - 영조 |

## 참고 자료
- 순조실록
- 승정원일기
- 일성록